# OMAP

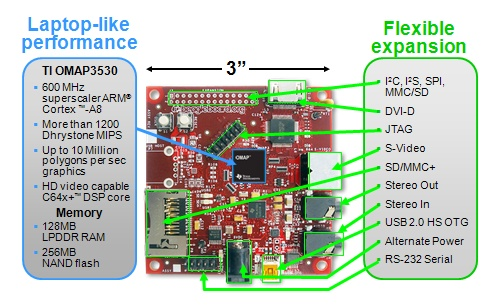
TI OMAP3530 en una BeagleBoard

Texas Instruments Ducati

El OMAP es un procesador de aplicaciones multimedia de Texas Instruments, basado en la arquitectura de doble núcleo, optimizada para sistemas operativos eficientes y ejecución de código de multimedia, como el Symbian. Contiene en su interior procesadores ARM (CPU) y procesadores DSP (procesamiento digital de señales), además de conexiones directas a tecnologías USB, cámara, LCD, memoria, y periféricos inalámbricos. Combina el comando y las características de control de los microprocesadores ARM y DSP de alto desempeño y bajo consumo de potencia.

## Descripción
- Esta plataforma posibilitó el desarrollo del mercado de dispositivos inalámbricos multimedios, como los teléfonos celulares (smart phones) y los PDA, como el Nokia 6620, incrementando las expectativas crecientes de los consumidores.
- El procesador OMAP soporta avanzados sistemas operativos (OS) tales como Linux, Microsoft Windows CE y Symbian EPOC, y posibilita comunicaciones en tiempo real con la extensión de la vida de la batería, para dispositivos móviles y optimizado para aplicaciones de decodificación y codificación de MPEG-4, MP3, JPEG, tecnologías text-to-speech y Adaptive Multi-Rate (AMR).
- Este dispositivo se ha vuelto indispensable para el desarrollo de tecnologías portátiles 2G / 2.5G / 3G Bluetooth®, GPS, wLAN, a partir del año 2001, y fue usado por Nokia y otros fabricantes, para todos sus modelos de teléfonos smartphone.

## Aplicaciones
- Multimedia: Streaming de audio / vídeo, transmisión
- Juegos: 2D, 3D
- Servicios de localización: GPS, red de ayuda
- Seguridad (interfaz de usuario): la biometría, la autenticación de usuarios
- Seguridad (infraestructura): cifrado / descifrado, la verificación de firewall de usuario, antivirus
- Las aplicaciones de negocio: gestión de base de datos, hoja de cálculo, sincronización, aplicación de navegación a través del habla